# Generación

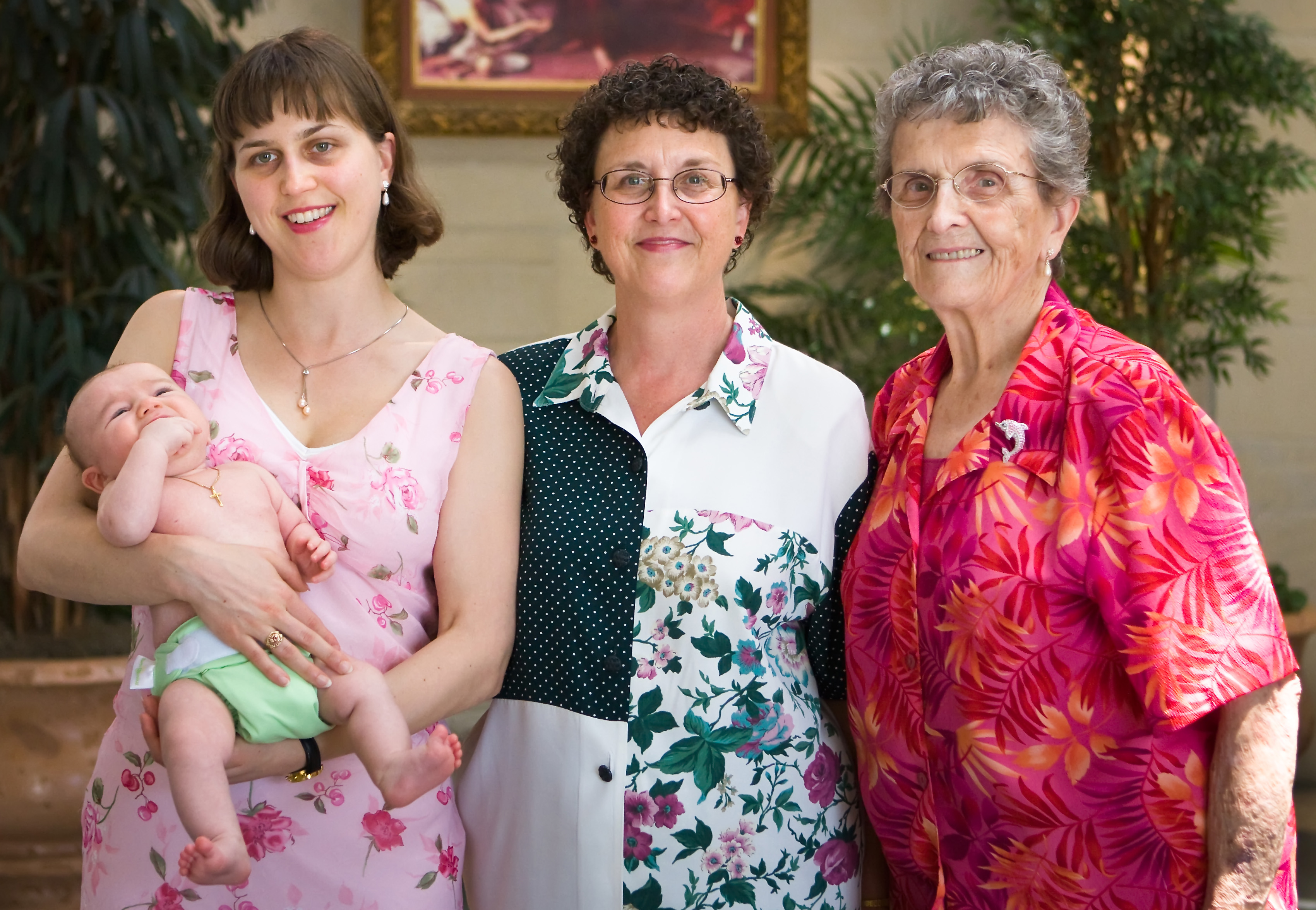
Esta fotografía muestra cuatro generaciones de una familia: un niño, su madre, su abuela materna y su bisabuela materna (2008)

Una generación es «toda la gente que nace y vive más o menos al mismo tiempo, considerada colectivamente». También puede describirse como «el periodo promedio, generalmente considerado como de 20 a 30 años, durante el cual los niños nacen y crecen, se convierten en adultos y comienzan a tener hijos». En la terminología de parentesco, es un término estructural que designa la relación padre-hijo. También se conoce como biogénesis, reproducción o procreación en las ciencias biológicas.
Generación también se utiliza a menudo como sinónimo de cohorte en las ciencias sociales; con arreglo a esta formulación, significa «personas dentro de una población delimitada que experimentan los mismos acontecimientos importantes en un periodo de tiempo determinado». Las generaciones en este sentido de cohorte de nacimiento, también conocidas como generaciones sociales, se utilizan ampliamente en la cultura popular y han sido la base del análisis sociológico. El análisis serio de las generaciones se inició en el siglo  XIX, a raíz de la creciente conciencia de la posibilidad de un cambio social permanente y de la idea de la rebelión juvenil contra el orden social establecido. Algunos analistas creen que una generación es una de las categorías sociales fundamentales de una sociedad, mientras que otros consideran que su importancia se ve ensombrecida por otros factores como la clase, el género, la raza y la educación, entre otros.

## Etimología
La palabra generar viene del latín generāre, que significa engendrar. La palabra generación, como grupo o cohorte en las ciencias sociales, significa todo el grupo de individuos que nacen y viven más o menos al mismo tiempo, la mayoría de los cuales tienen aproximadamente la misma edad y tienen ideas, problemas y actitudes similares.

## Generación familiar

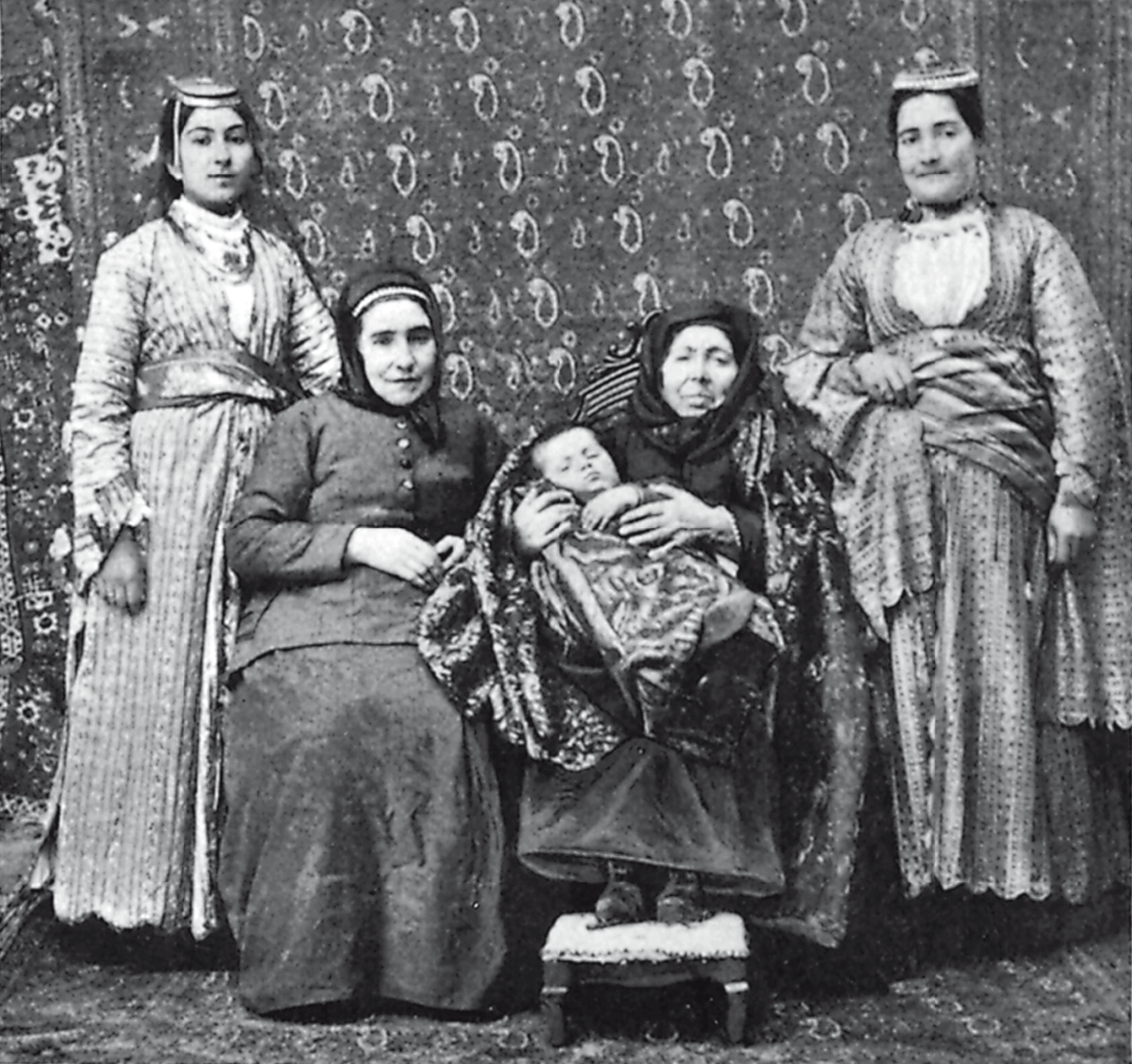
Cinco generaciones de una familia armenia, una niña con su madre, abuela, bisabuela y tatarabuela

Una generación familiar es un grupo de seres vivos que constituyen un solo eslabón en la línea de descendencia de un antepasado. En las naciones desarrolladas la duración media de una generación familiar está en los 20 años e incluso ha llegado a los 30 años en algunas naciones. Factores como una mayor industrialización y demanda de mano de obra barata, la urbanización, el retraso del primer embarazo y una mayor incertidumbre tanto en los ingresos laborales como en la estabilidad de las relaciones han contribuido al aumento de la duración de la generación desde finales del siglo XVIII hasta el presente. Estos cambios pueden atribuirse a factores sociales, como el PIB y la política estatal, la globalización, la automatización y las variables conexas a nivel individual, en particular el nivel educativo de la mujer. Por el contrario, en las naciones menos desarrolladas, la duración de la generación ha cambiado poco y se mantiene en los 20 años.
La ruptura intergeneracional en el núcleo familiar, entre los padres y dos o más de sus hijos, es una de las varias dinámicas posibles de una familia disfuncional. Las coaliciones en las familias son subsistemas dentro de las familias con límites más rígidos y se piensa que son un signo de disfunción familiar.

## Generación social
Las generaciones sociales son cohortes de personas nacidas en el mismo rango de fechas y que comparten experiencias culturales similares. La idea de una generación social, en el sentido en que se usa hoy en día, ganó terreno en el siglo XIX. Antes de eso, el concepto generación se refería generalmente a las relaciones familiares y no a grupos sociales más amplios. En 1863, el lexicógrafo francés Émile Littré había definido una generación como «todas las personas que coexisten en la sociedad en un momento dado».
Varias tendencias promovieron una nueva idea de las generaciones, a medida que avanzaba el siglo XIX, de una sociedad dividida en diferentes categorías de personas en función de la edad. Todas estas tendencias estaban relacionadas con los procesos de modernización, industrialización u occidentalización, que habían estado cambiando la faz de Europa desde mediados del siglo XVIII. Uno de ellos fue un cambio de mentalidad sobre el tiempo y el cambio social. La creciente prevalencia de las ideas de la Ilustración fomentaba la idea de que la sociedad y la vida eran cambiantes, y que la civilización podía progresar. Esto alentó la ecuación de la juventud con la renovación y el cambio social. La retórica política del siglo XIX se centró a menudo en el poder renovador de la juventud, influenciada por movimientos como la Joven Italia, la Joven Alemania, Sturm und Drang, el Movimiento Juvenil Alemán y otros movimientos románticos. A finales del siglo XIX, los intelectuales europeos estaban dispuestos a pensar en el mundo en términos generacionales, en términos de rebelión juvenil y emancipación.
Dos importantes factores que contribuyeron al cambio de mentalidad fueron: en primer lugar, el cambio en la estructura económica de la sociedad provocado por los rápidos cambios sociales y económicos puesto que los hombres jóvenes -en particular-, estaban menos sujetos que antes a sus padres y a la autoridad familiar. La mayor movilidad social y económica les permitía burlar su autoridad en mucha mayor medida de lo que había sido posible tradicionalmente. Además, las aptitudes y la sabiduría de los padres solían ser menos valiosas de lo que habían sido debido a los cambios tecnológicos y sociales. Durante este tiempo, el periodo entre la niñez y la edad adulta, que normalmente transcurría en la universidad o en el servicio militar, también se incrementó para muchas personas que entraban en trabajos de cuello blanco. Esta categoría de personas fue muy influyente en la difusión de las ideas de la renovación juvenil.
En segundo lugar, el otro factor de importancia fue la ruptura de las identificaciones sociales y regionales tradicionales. La difusión del nacionalismo y muchos de los factores que lo crearon (prensa nacional, homogeneización lingüística, educación pública, supresión de las particularidades locales) fomentaron un sentido más amplio de pertenencia más allá de las afiliaciones locales. La gente se consideraba cada vez más parte de una sociedad, lo que fomentaba la identificación con grupos más allá de lo local. Auguste Comte fue el primer sociólogo que hizo un serio intento de estudiar sistemáticamente las generaciones. En el Cours de philosophie positive Comte sugirió que el cambio social está determinado por la sucesión generacional, pues  «en principio, no hay que ocultar que nuestro proceso social se apoya, esencialmente en la muerte; es decir, que los sucesivos pasos de la humanidad suponen necesariamente la continua renovación, suficientemente rápida, de los agentes del movimiento general, que, poco perceptible habitualmente en el curso de cada vida individual, se hace verdaderamente pronunciado sino al pasar de una generación a la que sigue» (citado en), así como en el particular el conflicto entre generaciones sucesivas. A medida que los miembros de una generación determinada envejecen, su «instinto de conservación social» se hace más fuerte, lo que inevitablemente y necesariamente los pone en conflicto con el «atributo normal de la juventud»: la innovación. Otros teóricos importantes del siglo XIX fueron John Stuart Mill y Wilhelm Dilthey.
El sociólogo Karl Mannheim fue una figura fundamental en el estudio de las generaciones. Elaboró una teoría de las generaciones en su ensayo de 1923 The Problem of Generations. Sugirió que había habido una división en dos escuelas de estudio de las generaciones hasta ese momento. En primer lugar, los positivistas como Comte medían el cambio social en periodos de vida designados. Mannheim argumentó que esto reducía la historia a «una tabla cronológica». La otra escuela, la «romántica-histórica» fue representada por Dilthey y Martin Heidegger. Esta escuela se centraba en la experiencia cualitativa individual a expensas del contexto social. Mannheim enfatizó que la rapidez del cambio social en la juventud era crucial para la formación de las generaciones, y que no todas las generaciones llegarían a verse como distintas. En periodos de rápido cambio social, una generación tendría muchas más probabilidades de desarrollar un carácter cohesivo. También creía que podían existir varias sub-generaciones distintas.
Según Gilleard y Higgs, Mannheim identificó tres puntos en común que comparte una generación:
- Ubicación temporal compartida - sitio generacional o cohorte de nacimiento.
- Ubicación histórica compartida - generación como actualidad o exposición a una era común.
- Ubicación sociocultural compartida - conciencia generacional o entelequia.

Los autores William Strauss y Neil Howe desarrollaron la teoría generacional de Strauss-Howe que esbozaba lo que ellos veían como un patrón de generaciones que se repetían a lo largo de la historia americana. Esta teoría se volvió muy influyente entre el público y reavivó el interés en la sociología de las generaciones. Esto condujo a la creación de una industria de consultoría, publicación y comercialización en ese ámbito. La teoría ha sido criticada alternativamente por los científicos sociales y los periodistas que sostienen que no es refutable, es determinista y no está respaldada por pruebas rigurosas.

## Teoría generacional
Si bien el concepto de generación tiene una larga historia y puede encontrarse en la literatura antigua, también existen dimensiones psicológicas y sociológicas en el sentido de pertenencia e identidad que pueden definir una generación. El concepto de generación puede utilizarse para localizar determinadas cohortes de nacimiento en circunstancias históricas y culturales específicas, como los baby boomers.
El historiador Hans Jaeger muestra que, durante esta larga historia, dos escuelas de pensamiento se unieron con respecto a cómo se forman las generaciones: la hipótesis de la frecuencia del pulso y la hipótesis de la huella. Según la hipótesis de la frecuencia del pulso, toda la población de una sociedad puede dividirse en una serie de cohortes no superpuestas, cada una de las cuales desarrolla una personalidad de pares única debido al periodo de tiempo en el que cada cohorte alcanzó la mayoría de edad. El movimiento de estas cohortes de una etapa de la vida a la siguiente crea un ciclo repetitivo que conforma la historia de esa sociedad. Actualmente, el ejemplo más destacado de la teoría de la frecuencia del pulso es la teoría generacional de Strauss-Howe; sin embargo, José Ortega y Gasset y Julián Marías siguieron este enfoque antes que ellos.
Los científicos sociales tienden a rechazar esa hipótesis porque, como explica Jaeger, «los resultados concretos de la teoría de la frecuencia universal del pulso de la historia son, por supuesto, muy modestos. Con unas pocas excepciones, lo mismo ocurre con las teorías de la frecuencia de pulso parcial. Como generalmente reúnen datos sin ningún conocimiento de los principios estadísticos, los autores suelen ser los que menos se dan cuenta de hasta qué punto la jungla de nombres y números que presentan carece de una organización convincente según las generaciones».
Los científicos sociales siguen la hipótesis de la huella de las generaciones, que puede ser rastreada hasta la teoría de las generaciones de Karl Mannheim. Según esta hipótesis, las generaciones solo se producen por acontecimientos históricos específicos que hacen que los jóvenes perciban el mundo de manera diferente a sus mayores. Así pues, no todos pueden formar parte de una generación; solo aquellos que comparten una experiencia social y biográfica única de un momento histórico importante pasarán a formar parte de una generación como una actualidad. Al seguir la hipótesis de la huella, los científicos sociales se enfrentan a una serie de retos. No pueden aceptar las etiquetas y los límites cronológicos de las generaciones que provienen de la hipótesis de la frecuencia (como la generación X o la milénica); en lugar de ello, los límites cronológicos de las generaciones deben determinarse de manera inductiva y quién forma parte de la generación debe determinarse mediante un análisis histórico, cuantitativo y cualitativo.
Aunque todas las generaciones tienen similitudes, también hay diferencias entre ellas. Un informe del Pew Research Center de 2007 llamado Millennials: Confident. Connected. Open to Change señaló el desafío de estudiar las generaciones: «El análisis generacional tiene una trayectoria larga y distinguida en las ciencias sociales, y nos jugamos la vida con aquellos estudiosos que creen que no solo es posible, sino que a menudo es muy esclarecedor, buscar las características únicas y distintivas de cualquier grupo de edad de los americanos. Pero también sabemos que esta no es una ciencia exacta. Somos conscientes de que hay tantas diferencias en las actitudes, valores, comportamientos y estilos de vida dentro de una generación como entre generaciones. Pero creemos que esta realidad no disminuye el valor del análisis generacional, sino que simplemente aumenta su riqueza y complejidad». Otro elemento de la teoría generacional es reconocer cómo los jóvenes experimentan su generación, y cómo eso cambia en función de dónde residen en el mundo. «Analizar las experiencias de los jóvenes en su lugar contribuye a una comprensión más profunda de los procesos de individualización, desigualdad y de generación». El hecho de poder observar más de cerca las culturas y subculturas de los jóvenes en diferentes tiempos y lugares añade un elemento adicional a la comprensión de la vida cotidiana de los jóvenes. Esto permite una mejor comprensión de la juventud y del papel que la generación y el lugar juegan en su desarrollo.
Lo importante no es dónde se dibujan los límites de la cohorte de nacimiento, sino cómo los individuos y las sociedades interpretan los límites y cómo las divisiones pueden dar forma a los procesos y resultados. Sin embargo, la práctica de categorizar las cohortes de edad es útil para los investigadores a fin de establecer límites en su labor.

## Tensión generacional
Norman Ryder, en un artículo publicado en la American Sociological Review en 1965, arrojó luz sobre la sociología de la discordia entre generaciones al sugerir que la sociedad «persiste a pesar de la mortalidad de sus miembros individuales, a través de los procesos del metabolismo demográfico y, en particular, la incorporación anual de cohortes de nacimiento». Sostuvo que las generaciones pueden ser a veces una «amenaza para la estabilidad» pero que al mismo tiempo representan «la oportunidad de transformación social». Ryder trató de comprender la dinámica en juego entre las generaciones.
Amanda Grenier, en un ensayo de 2007 publicado en el Journal of Social Issues, ofreció otra fuente de explicación de por qué existen tensiones generacionales. Grenier afirmó que las generaciones desarrollan sus propios modelos lingüísticos que contribuyen a la incomprensión entre las cohortes de edad, «Existen diferentes formas de hablar ejercidas por personas mayores y jóvenes, y pueden explicarse parcialmente por puntos de referencia históricos sociales, experiencias culturalmente determinadas e interpretaciones individuales».
Karl Mannheim, en su libro de 1952 Essays on the Sociology of Knowledge afirmó la creencia de que la gente se forma a través de las experiencias vividas como resultado del cambio social. Howe y Strauss también han escrito sobre las similitudes de las personas dentro de una generación que se atribuye al cambio social. Basándose en la forma en que estas experiencias vividas dan forma a una generación en lo que respecta a los valores, el resultado es que la nueva generación desafiará los valores de la generación anterior, lo que provocará tensiones. Este desafío entre las generaciones y la tensión que surge es un punto definitorio para entender a las generaciones y lo que las separa.
Sin embargo, aunque la teoría generacional se utiliza a menudo como evidencia del conflicto intergeneracional, la coexistencia de hasta cinco generaciones vivas plantea dinámicas nuevas, desarrollándose así una atención creciente al concepto de cooperación intergeneracional o intercambios generacionales. Así, la socióloga Manuela Caballero evidencia cómo, en lo que se refiere a prácticas ambientales positivas, nietos y abuelos se intercambian aprendizajes y buenos hábitos.

## Lista de generaciones

### Mundo occidental

La línea de tiempo de las generaciones en el mundo occidental y la edad de jubilación y la esperanza de vida son aproximadas (según el Pew Research Center)

El mundo occidental incluye Europa Occidental, las Américas y Australasia. Dentro de estas regiones pueden existir muchas variaciones, tanto geográficas como culturales, lo que significa que la lista es ampliamente indicativa, pero muy general. La caracterización contemporánea de estas cohortes utilizadas en los medios de comunicación y la publicidad se inspira, en parte, en la teoría generacional de Strauss-Howe y sigue en general la lógica de la hipótesis de la frecuencia del pulso.
- La generación perdida, también conocida como la generación de 1914 en Europa,[34] es un término originado por Gertrude Stein para describir a aquellos que lucharon en la Primera Guerra Mundial. La generación perdida se define como la cohorte nacida de 1883 a 1900 que alcanzó la mayoría de edad durante la Primera Guerra Mundial y los felices años veinte.[35]
- La generación grandiosa, también conocida como la generación GI,[36] incluye a los veteranos que lucharon en la Segunda Guerra Mundial. Nacieron entre 1901 y 1927;[37] los soldados de más edad (o la generación Interbellum) alcanzaron la mayoría de edad durante los felices años veinte, mientras que los soldados más jóvenes lo hicieron durante la Gran Depresión y la Segunda Guerra Mundial. El periodista Tom Brokaw escribió sobre los miembros americanos de esta cohorte en su libro The Greatest Generation, que popularizó el término.[38]
- La generación silenciosa, también conocida como Lucky Few, es la cohorte que alcanzó la mayoría de edad en la era posterior a la Segunda Guerra Mundial. Nacieron entre 1928 y 1945.[39][40] En Estados Unidos, este grupo incluye a la mayoría de los que pudieron haber luchado en la guerra de Corea y a muchos de los que pudieron haber luchado durante la guerra de Vietnam.
- Los baby boomers, también conocidos como la generación Yo, son las personas nacidas después de la Segunda Guerra Mundial de 1946 a 1964. Se observó un aumento en las tasas de natalidad durante la explosión de natalidad posterior a la Segunda Guerra Mundial, convirtiéndolos en una cohorte demográfica relativamente grande.[41][42] En Estados Unidos, es posible que muchos de los baby boomers de mayor edad hayan luchado en la guerra de Vietnam o hayan participado en la contracultura de los años sesenta.
- La generación X es la cohorte que sigue a los baby boomers. La generación se define generalmente como las personas nacidas entre 1965 y 1980.[43] El término también se ha utilizado en diferentes épocas y lugares para una serie de subculturas o contraculturas diferentes desde la década de 1950. En EE. UU., algunos llamaron a sus miembros la generación del baby bust debido a la caída de las tasas de natalidad después de la explosión demográfica.[44]
- Los milénicos, también conocidos como la generación Y,[45] son la generación que sigue a la generación X y que creció alrededor del cambio hacia el tercer milenio. Es ampliamente aceptado que esta generación nació entre 1981 y 1996.[46] De acuerdo con el Pew Research Center, los milénicos superaron a los baby boomers en EE. UU. en 2019, con unas cifras estimadas de 71,6 millones de boomers y 72,1 millones de milénicos.[47] Según McCrindle Research, la generación Y nació entre 1980 y 1994.[48]
- La generación Z son las personas que suceden a los milénicos. Los investigadores y los medios de comunicación suelen utilizar la mitad y el final de la década de 1990 como años de inicio de su nacimiento y el principio de la década de 2010 como años finales de su nacimiento. El Pew Research Center especifica los años 1997 a 2012,[49]mientras que para McCrindle Research, los representantes de la generación nacieron entre 1995 y 2009.[48]
- La generación Alfa es la que sucede a la generación Z. Los investigadores y los medios de comunicación suelen utilizar los primeros años de la década de 2010 como inicio de los años de nacimiento y los años a mediados de la década de 2020 como final de los años de nacimiento. La generación Alfa es la primera en nacer completamente en el siglo XXI.[50] En 2015 nacieron alrededor de dos millones y medio de personas cada semana en todo el mundo, y se espera que la generación Alfa alcance los dos mil millones en tamaño para 2025.[51]

### Otras áreas
- En Armenia, las personas nacidas después de la independencia del país de la Unión Soviética en 1991 se conocen como la generación de la independencia.

- En Bulgaria, las personas nacidas en los últimos años del comunismo y los primeros años de la democracia (de mediados de los 80 a mediados de los 90) son conocidas como los niños de la transición. Se cree que han tenido dificultades para adaptarse, debido a que se producen muchos cambios en el país en el mismo periodo de tiempo en que crecen hasta la edad adulta. Los cambios de régimen y económicos, los cambios de valores e influencias culturales orientales a occidentales, entre otros factores, fueron cosas para las que sus padres de generaciones anteriores no pudieron prepararlos.

- En la República Checa y Eslovaquia, la generación de personas nacidas en Checoslovaquia durante el baby boom que comenzó a principios del decenio de 1970, durante el periodo de normalización, se denominan niños de Husák.[52] La generación fue nombrada en honor al presidente y líder comunista de Checoslovaquia durante mucho tiempo, Gustáv Husák. Esto se debió a su programa político para impulsar el crecimiento de la población.

- En la República Popular China, los post-80 son aquellos que nacieron en el decenio de 1980 en zonas urbanas de China continental. Al crecer en la China moderna, la generación posterior a los años ochenta se ha caracterizado por su optimismo respecto del futuro, su nuevo entusiasmo por el consumismo y el espíritu empresarial y la aceptación de su papel histórico en la transformación de la China moderna en una potencia económica.[53] También existe el llamado post-90, que se refiere a los adolescentes modernos y a los estudiantes universitarios. Una clasificación generacional más amplia sería la generación de un solo hijo nacida entre la introducción de la política de un solo hijo en 1980 y su flexibilización en una política de dos hijos en 2013. La falta de hermanos ha tenido profundos efectos psicológicos en esta generación, como el egoísmo por estar siempre en el centro de la atención de los padres, así como el estrés de tener que ser el único proveedor una vez que los padres se jubilan.

- Las personas nacidas después de los años 80 en Hong Kong son en su mayoría diferentes de la misma generación en la China continental.[54] El término post-80 se utilizó en Hong Kong entre 2009 y 2010, en particular durante la oposición a la línea de ferrocarril expreso Guangzhou-Hong Kong, durante la cual un grupo de jóvenes activistas se situó en la vanguardia de la escena política de Hong Kong.[55] Se dice que tienen una perspectiva posmaterialista y que se hacen oír especialmente en cuestiones como el desarrollo urbano, la cultura y el patrimonio y la reforma política. Sus campañas incluyen la lucha por la preservación de la calle Lee Tung, el Star Ferry Pier y el Queen's Pier, Choi Yuen Tsuen Village, la reforma política real y un distrito de arte de Kowloon West orientado a los ciudadanos. Su discurso se desarrolla principalmente en torno a temas como el anticolonialismo, el desarrollo sostenible y la democracia.

- En Israel, donde la mayoría de los judíos asquenazís nacidos antes del final de la Segunda Guerra Mundial fueron supervivientes del Holocausto, los hijos de los supervivientes y las personas que sobrevivieron cuando eran bebés se denominan a veces la segunda generación (de supervivientes del Holocausto). Este término es particularmente común en el contexto de las implicaciones mentales, sociales y políticas del trauma transgeneracional individual y nacional causado por el Holocausto. Algunos investigadores también han encontrado signos de trauma en los supervivientes del Holocausto de tercera generación.[56]

- En Alemania, las generaciones siguen ampliamente el patrón del mundo occidental, pero tienen muchos aspectos de diferentes Vergangenheitsbewältigung. En la historia alemana el inicio y la abolición de la Gleichschaltung en los movimientos de masas (Juventudes Hitlerianas nazis y más tarde la Juventud Libre Alemana comunista) también dio forma a las generaciones. La generación de los baby boomer desafió fuertemente a sus padres y parientes por su pasado en la Alemania nazi y en la Segunda Guerra Mundial, así como por su responsabilidad (individual) en el Holocausto, pero también por la supervivencia del Tercer Reich en la administración, la ciencia, la legislación y la cultura alemanas (occidentales) debido a la fallida desnazificación. Se formó un movimiento estudiantil alemán que se plasmó en Alemania Occidental en algunos aspectos. Más tarde, la generación Golf (llamada así por el VW Golf) es muy similar a la generación X y describe la generación que se levantó en la Alemania Occidental tardía con los antecedentes específicos de la separación alemana, la entonces estancada cuestión alemana y las amenazas de la Guerra Fría. La generación de Alemania del Este que nació a mediados de los 80 fue poco influenciada y adoctrinada por el sistema educativo comunista de Alemania del Este y no fue captada por la Juventud Libre Alemana. Los niños de los nuevos estados de Alemania que no tenían más de siete años durante la reunificación Alemana suelen tener un mayor contraste cultural con sus padres y familiares, mientras que los que eran ligeramente mayores vieron un cambio masivo en su sistema escolar, en los planes de estudio y en la ruptura del bienestar de los jóvenes, pero también oportunidades y posibilidades inesperadas en la Alemania moderna.
- En Polonia se reconocen dos importantes grupos con una identidad generacional compartida: la generación de los Colón, que nació durante el breve periodo de independencia polaca en el período de entreguerras y sobrevivió a la Segunda Guerra Mundial, y la generación de Polonia libre, nacida tras la disolución del comunismo en 1989.
- En Rumania, todas las personas nacidas en 1989 se denominan la generación de la Revolución porque ese año cayó el comunismo y Rumania experimentó una violenta revolución que puso fin al régimen comunista de Nicolae Ceaușescu y llevó la democracia a Rumania. También se dio la generación de los Decreței, que representaba a los que nacieron durante los efectos de la aplicación del decreto 770, que duró entre 1967 y 1989.
- En Singapur, las personas nacidas antes de 1949 se denominan generación Pioneer por sus contribuciones a Singapur durante el nacimiento de la nación. Asimismo, los nacidos entre 1950 y 1959 se denominan generación Merdeka, ya que sus años de formación fueron durante la turbulencia política de los decenios de 1950 y 1960 en Singapur.[57]
- En Sudáfrica, las personas nacidas después de las primeras elecciones democráticas celebradas tras el apartheid suelen ser denominadas en los medios de comunicación como la generación libre.[58] Las personas nacidas después del año 2000 suelen denominarse Ama2000,[59] término popularizado por la música y un anuncio de Coca-Cola.
- En Corea del Sur, las cohortes generacionales suelen definirse en torno a la democratización del país, y se sugieren diversos esquemas que incluyen nombres como generación de la democratización, la generación 386[60][61] (denominada así por la computadora Intel 386 en el decenio de 1990 para describir a las personas que nacieron en el decenio de 1960 y asistieron a la universidad/colegio en el decenio de 1980, también llamada generación del 3 de junio de 1987), que presenció el levantamiento de junio, la generación del 19 de abril, que luchó contra el régimen de Syngman Rhee en 1960, la generación del 3 de junio, que luchó contra el tratado de normalización con Japón en 1964, la generación de 1969, que luchó contra la revisión constitucional que permitía tres mandatos presidenciales, y la generación shin-se-dae (nueva).[61][62][63] Esta última se refiere a la generación posterior a los milénicos y está en su mayoría libre de prejuicios ideológicos o políticos.[64]
- En India, las generaciones tienden a seguir un patrón similar al del modelo occidental, aunque sigue habiendo grandes diferencias, especialmente en las generaciones más antiguas.[65] Una interpretación considera la independencia de India en 1947 como el mayor cambio generacional del país. Las personas nacidas en los decenios de 1930 y 1940 tendían a ser leales al nuevo estado y a adherirse a las divisiones tradicionales de la sociedad. Los boomers indios, los nacidos después de la independencia y a principios del decenio de 1960, fueron testigos de acontecimientos como la Emergencia India entre 1975 y 1977 que hizo que algunos de ellos se mostraran algo escépticos respecto del gobierno. Los gen X experimentaron el ascenso económico de India y se sienten más cómodos con perspectivas diversas. La generación Y continúa esta pauta.
- En Filipinas, la gente también se identifica con términos occidentales como generación X y milénicos, y los filipinos nacidos antes o durante la Segunda Guerra Mundial (así como los que vivieron como adultos en ese período) constituyen una generación no oficial. Los Bebés de la ley marcial se definen en general como aquellas personas nacidas en el período comprendido entre la imposición de la ley marcial por el presidente Ferdinand Marcos el 21 de septiembre de 1972 y su levantamiento oficial en enero de 1981.[66] El término se extiende a veces a cualquier persona nacida durante todo el gobierno de Marcos, mientras que los nacidos después de la Revolución EDSA de 1986 que derribó el régimen se denominan a veces EDSA Babies.[67]
- En Taiwán, el término generación fresa se refiere a los taiwaneses nacidos después de 1981 que «se lastiman fácilmente» como las fresas, lo que significa que no pueden soportar la presión social ni trabajar duro como la generación de sus padres; el término se refiere a las personas insubordinadas, malcriadas, egoístas, arrogantes y lentas en el trabajo.
- Generación 9X es un término vietnamita para las personas nacidas durante la década de 1990.
- En Rusia, las características de las generaciones están determinadas por acontecimientos históricos fatídicos que cambian significativamente los fundamentos de la vida del país en su conjunto o las reglas de la vida en un determinado período de tiempo. Se nombran y se dan descripciones de las generaciones rusas: la generación de los vencedores,[68] la generación de la Guerra Fría, la generación de la Perestroika, la primera generación no soviética (los hijos de la Perestroika, los Testigos de la Perestroika), la generación digital.[69]
- En Suecia, es común hablar de la gente basándose en las décadas de sus nacimientos: 40-talista (una persona que nació en los años 40), 50-talista (una persona que nació en los años 50), etc.
- En España, si bien en términos generales hay una cierta asimilación a la estructura generacional de Strauss y Howe (y acríticamente la mayoría de los medios de comunicación la utilizan), hay diferenciales sustanciales, por razones históricas que (como establece la teoría de las Generaciones) han marcado a las sucesivas cohortes de edad en el siglo XX. En primer lugar la neutralidad durante la Primera Guerra Mundial, que le evitó sufrir ese impacto social y cultural. En segundo lugar la Guerra Civil y la dictadura subsiguiente, que se extendió durante cuatro décadas y, especialmente durante sus primeras décadas, impuso una fuerte represión política, social y cultural. Y en tercer lugar la neutralidad durante la Segunda Guerra Mundial. Así, los sociólogos Artemio Baigorri y Manuela Caballero insertan, entre la generación silenciosa y la generación del baby boom (que denominan también generación de la protesta), la que denominan generación franquista (1929-1943), cuya infancia y primera juventud estuvo marcada por la guerra, la escasez de la posguerra y la represión.[70]

## Otros términos
El término generación se aplica a veces a un movimiento cultural, o a un grupo definido más estrechamente que a todo un grupo demográfico. Algunos ejemplos son:
- Generaciones robadas se refiere a los hijos de aborígenes australianos e isleños del estrecho de Torres que fueron separados de sus familias por los organismos gubernamentales federales y estatales australianos y las misiones eclesiásticas, en virtud de leyes de sus respectivos parlamentos entre 1869 y 1969 aproximadamente.
- Generación Beat se refiere a un movimiento cultural popular estadounidense ampliamente citado por los estudiosos sociales como el que sentó las bases de la contracultura del decenio de 1960. Consistía en estadounidenses nacidos entre las dos guerras mundiales que alcanzaron la mayoría de edad en el auge de la era del automóvil y la accesibilidad que llevó a la nación culturalmente diversa, pero geográficamente amplia y separada.[71]
- Generación Jones es un término acuñado por Jonathan Pontell para describir la cohorte de personas nacidas entre 1954 y 1965. El término se utiliza principalmente en los países de habla inglesa.[72][73][74] Pontell definió a esta generación como la segunda mitad del baby boom posterior a la Segunda Guerra Mundial.[75] El término también incluye la primera ola de la generación X.
- Generación MTV se refiere a los adolescentes y jóvenes adultos de los años ochenta y principios de los noventa que estaban fuertemente influenciados por el canal de televisión MTV. A menudo se utiliza como sinónimo de la generación X.[76][77][78]
- En Europa, en diferentes países especialmente afectados por la crisis financiera de 2008, han surgido diversos términos para designar a los jóvenes con perspectivas limitadas de empleo y de carrera profesional.[79]

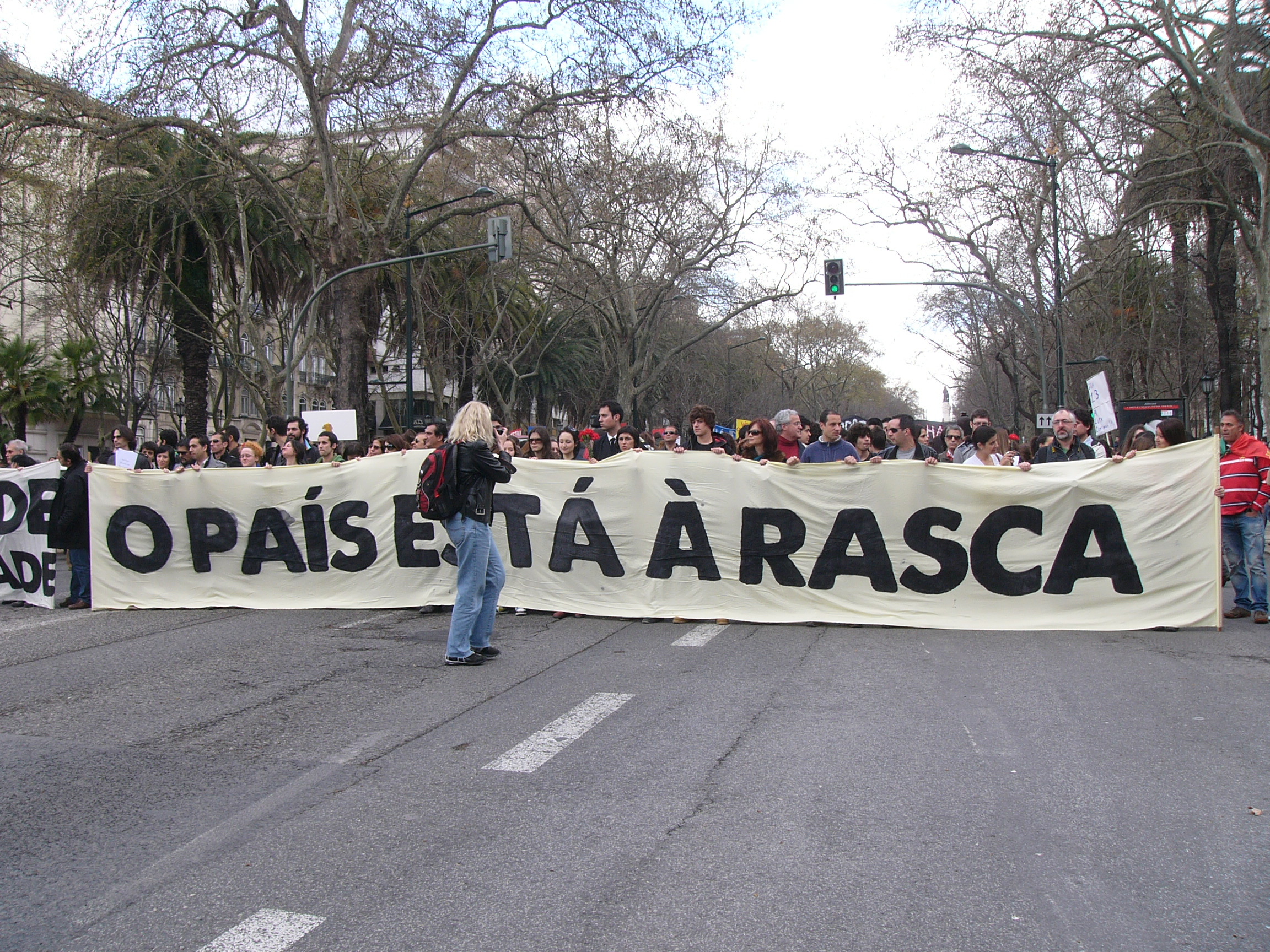
Manifestación de la Geração à Rasca en Lisboa, 2011

- La generación de 500 es un término popularizado por los medios de comunicación griegos y se refiere a los griegos educados de los núcleos urbanos que generalmente no logran comenzar una carrera. Los jóvenes suelen estar forzados a subemplearse en trabajos temporales y ocasionales, sin relación con su nivel educativo, y reciben el salario base mínimo permitido de 500 euros. Esta generación evolucionó en circunstancias que llevaron a la crisis de la deuda griega y participó en las protestas de 2010-2012.

- En España se les llama mileuristas (por los 1000 euros).

- En Portugal se denominan Geração à Rasca, un giro del antiguo término Geração rasca utilizado por los detractores para referirse a las manifestaciones estudiantiles del decenio de 1990 contra los ministros de educación António Couto dos Santos y posteriormente Manuela Ferreira Leite.

- En Francia, Génération précaire (generación precaria).

- En Italia también es la generación de 1000 euros.

- Xennials, generación Oregon Trail (término basado en un videojuego que solo los miembros de la generación pueden recordar), y generación Catalano son términos usados para describir a los individuos nacidos durante los años cúspide de la generación X/generación Y. El neologismo xennials es un término que mezcla las palabras generación X y Millennials para describir una microgeneración o generación cruzada de personas cuyos años de nacimiento se sitúan entre finales del decenio de 1970 y principios o mediados del de 1980.[82][83][84][85][86][87]